# De aquaeductu urbis Romae
De aquaeductu urbis Romae (Sugli acquedotti della Città di Roma) è un rapporto ufficiale sullo stato degli acquedotti di Roma redatto in due libri da Sesto Giulio Frontino alla fine del I secolo d.C. e indirizzato all'imperatore Nerva o a Traiano.  È noto anche come De Aquis o De Aqueductibus Urbis Romae. È l'unico rapporto ufficiale di un'indagine fatta da un illustre cittadino sulle opere di ingegneria romana che ci sia sopravvissuto. Frontino era stato nominato Curator aquarum dall'imperatore Nerva nel 96 d.C.
Pietro Diacono trascrisse nel XII secolo il codice Casinense 361 contenente il trattato De aquaeductu urbis Romae di Frontino.
Il recupero del manoscritto di Frontino dalla Biblioteca di Monte Cassino nel 1425, avvenne per mano dell'umanista Poggio Bracciolini, che trattava i dettagli della costruzione e della manutenzione del sistema di rifornimento idrico romano.

## Manoscritti
- De aquaeductu urbis Romae, XV secolo, Modena, Biblioteca Estense, Fondo manoscritti, ms. alfa.t.06.14.